# Suck Fony
Suck Fony, är ett musikalbum av Wheatus utgivet 2005.

## Om albumet
Suck Foney är en återutgivning av Wheatus andra album Hand Over Your Loved Ones och släpptes på bandets eget skivbolag Montauk Mantis. I förhållande till Hand Over Your Loved Ones är spåren omkastade på Suck Foney, som dessutom innehåller två spår som inte finns på den tidigare utgåvan.

## Låtlista
1. The Deck
2. Lemonade
3. Hit Me With Your Best Shot
4. Anyway
5. Freak On
6. William McGovern
7. American in Amsterdam
8. Fair Weather Friend
9. Randall
10. Whole Amoeba
11. The Song That I Wrote When You Dissed Me
12. Dynomite Satchel of Pain

Albumet innehåller även två demoversioner The Song That I Wrote When You Dissed Me.